# La panelista
La panelista es una película de comedia negra argentina-chilena de 2021 dirigida por Maximiliano Gutiérrez. Narra la historia de una periodista que está a punto de perder su trabajo en un panel de un importante programa de televisión, pero logra dar una primicia que salva su carrera y de la cual tuvo la exclusividad por haber asesinado a su compañero de trabajo que también tenía la misma información. Está protagonizada por Florencia Peña, Favio Posca, Martín Campilongo, Soledad Silveyra, Laura Cymer, Gonzalo Valenzuela, José Luis Gioia, Diego Muñoz y Diego Reinhold. La película fue estrenada el 5 de agosto de 2021 en las salas de cine de Argentina bajo la distribución de Buena Vista.

## Sinopsis
Marcela (Florencia Peña) es una periodista y panelista que trabaja en un reconocido programa de chimentos del cual corre el riesgo de quedar afuera porque su jefe Jorge (Favio Posca) la amenaza con no renovarle el contrato. Ante esto, Marcela descubre una noticia que involucra la desconocida doble vida del galán de la televisión Gustavo Lebló (Diego Muñoz), lo cual podría salvar su carrera y hacer historia en la televisión. Sin embargo, su compañero Ricardo Toledo (Diego Reinhold) también se enteró de la misma información, pero Marcela en su desesperación por ser la única en tener la primicia causa la muerte de su compañero a minutos de salir al aire. A partir de esto, Marcela se convierte en la panelista del momento, pero alguien fue testigo del asesinato y la extorsionará para mantener el secreto.

## Reparto
- Florencia Peña como
- Favio Posca como Jorge "Chiqui" Marconi
- Martín Campilongo como Jorge Tapia
- Soledad Silveyra como Claudia
- Laura Cymer como Diana
- Gonzalo Valenzuela como Pablo "Flaco" Falser
- José Luis Gioia como Gálindez
- Diego Muñoz como Gustavo Lebló
- Diego Reinhold como Ricardo "Ricky" Toledo
- Daniela Ramírez como Virginia Gusmano
- Magdalena Bravi como Jéssica Estrada
- Diego Ramos como Dr. Campoy
- Diego Wainstein como Eugenio
- Laura Cerati como Pilar Peña
- Iván Esquerré como Sr. Tomate
- Gonzalo Suárez como Sr. Zanahoria
- Victoria Kraglievich como Nené
- Coty Álvarez como Jacquie

## Recepción

### Comentarios de la crítica
La película recibió críticas medianamente positivas a mixtas por parte de la prensa. Juan Pablo Cinelli de Página/12 calificó a la película con un 6 diciendo que no es una obra de alto cine, pero que si mantiene al espectador atento y que sus giros a veces son muy simples. En una reseña para el diario La Nación, Marcelo Stiletano catalogó al filme de «bueno» y escribió que «el relato sufre por la confusión de acentos (estamos ante una coproducción argentino-chilena) y unas cuantas vacilaciones en la progresión de situaciones y diálogos, pero a la vez tiene muy bien claros sus propósitos y logra expresarlos con bastante convicción». Asimismo agregó que «hay varios aciertos de casting (Florencia Peña, Campi, Posca, Silveyra), mucha ironía autoconsciente y la sensación de que con algunos ajustes y menos apuro en la resolución de unas cuantas escenas los resultados hubiesen sido todavía más satisfactorios». Por su parte, Rolando Gallego de Escribiendo Cine puntuó a la cinta con un 6, comentando que se hay «logradas actuaciones de sus protagonistas», pero que se detecta una «falta de desarrollo del personaje central» y que el guion tiene algunas fallas en su narrativa. Matías Seoane del sitio web Alta peli dijo que La panelista «no deja de tener evidentes problemas de recursos y algunos vicios televisivos, pero marca la diferencia con un estilo de dirección que apuesta a contar con imágenes y un guion bastante sólido, el cual va plantando información que más tarde será necesaria y para que eventualmente todo suceda por algo».
Por otro lado, Ignacio Dunand del portal El Destape calificó a la película como «muy buena» y comentó que el director «logra una notable sátira», en la cual «Gutiérrez entiende a la perfección la dinámica carnicera del medio llevándola a una parodia humorística con tintes de thriller», lo que hace que sea una «combinación refrescante» y valoró la actuación de Pela diciendo que «ofrece una lograda interpretación en la que aflora su costado dramático permitiéndole humanizar a su personaje». Agustín Villegas de La Butaca dio a la película 7 puntos sobre 10, elogiando las actuaciones de Peña y Posca sobre quienes dice que encajan perfecto en sus personajes, la de Silveyra sobre la cual marca que despliega carisma y destacó la interpretación de Campilongo como brillante. Además, agregó que «tanto el humor como la tensión, estan bien hechos en forma individual pero entrelazados hacen que la película se torne inestable y se pierdan detalles».

### Premios y nominaciones
| Lista de premios y nominaciones | Lista de premios y nominaciones | Lista de premios y nominaciones | Lista de premios y nominaciones | Lista de premios y nominaciones | Lista de premios y nominaciones |
| Año                             | Organización                    | Categoría                       | Nominado/a(s)                   | Resultado                       | Ref(s)                          |
| ------------------------------- | ------------------------------- | ------------------------------- | ------------------------------- | ------------------------------- | ------------------------------- |
| 2021                            | Buenos Aires Rojo Sangre        | Mejor Largometraje              | La panelista                    | Nominado                        | [ 10 ]                          |
| 2021                            | Buenos Aires Rojo Sangre        | Mejor Actriz                    | Florencia Peña                  | Ganadora                        | [ 10 ]                          |